# Contagion (album)
Contagion – piąty studyjny album brytyjskiego zespołu muzycznego Arena, wydany w 2003 roku.

## Lista utworów[1]
Słowa do wszystkich utworów napisał Clive Nolan.
1. „Witch Hunt” (muz. Nolan) – 4:14
2. „An Angel Falls” (muz. Nolan, Mitchell) – 1:13
3. „Painted Man” (muz. Nolan, Pointer) – 4:39
4. „This Way Madness Lies” (muz. Nolan, Pointer) – 3:35
5. „Spectre at the Feast” (muz. Mitchell, Nolan, Pointer) – 5:33
6. „Never Ending Night” (muz. Mitchell, Nolan, Pointer) – 3:23
7. „Skin Game” (muz. Mitchell, Nolan, Pointer) – 4:42
8. „Salamander” (muz. Nolan) – 3:55
9. „On the Box” (muz. Nolan) – 2:38
10. „Tsunami” (muz. Nolan, Pointer) – 2:36
11. „Bitter Harvest” (muz. Mitchell, Nolan, Pointer) – 2:51
12. „The City of Lanterns” (muz. Nolan, Mitchell) – 1:21
13. „Riding the Tide” (muz. Nolan) – 4:26
14. „Mea Culpa” (muz. Nolan) – 3:43
15. „Cutting the Cards” (muz. Mitchell, Pointer, Nolan) – 4:55
16. „Ascension” (muz. Mitchell, Pointer, Nolan) – 4:31

## Twórcy[1]
- John Mitchell – gitara, chórek
- Clive Nolan – instrumenty klawiszowe, chórek
- Mick Pointer – perkusja
- Rob Sowden – śpiew
- Ian Salmon – gitara basowa